# 奥さんごいっしょに
『奥さんごいっしょに』（おくさん ごいっしょに）は、1974年4月1日から1980年4月3日まで、NHK総合で放送された生活情報番組である。

## 概要
当番組は『こんにちは奥さん』と同じように、渋谷・NHK放送センターに視聴者の主婦を集めた公開生放送の体裁を取ったもので、暮らしに直結する様々な問題点や暮らしの知恵などの情報を視聴者に提供する番組であった。